# Mariene ecoregio Oost-Antarctisch Enderbyland
De Mariene ecoregio Oost-Antarctisch Enderbyland (225) (Engels: East Antarctic Enderby Land marine ecoregion) is een biogeografische regio en ligt in de Zuidelijke Oceaan in de Mariene provincie Continentaal Hoog Antarctica (61) in het Marien rijk Zuidelijke Oceaan. De mariene ecoregio is vastgesteld door het World Wide Fund for Nature en The Nature Conservancy en is vernoemd naar Enderbyland.
In het oosten grenst het gebied aan de mariene ecoregio Oost-Antarctisch Wilkesland (224) en in het westen aan de mariene ecoregio Oost-Antarctisch Koningin Maudland (226).

## Geografie
De mariene ecoregio ligt in de Zuidelijke Oceaan voor de kust van Enderbyland van Antarctica in Oost-Antarctica. Het gebied strekt zich uit in de wateren voor de kust ten oosten van de Scott Mountains tot ten westen ervan.
Door het gebied stroomt voor de kust de oostenwinddrift.

## Biogeografie
Het gebied kent zeeleven dat houdt van arctische temperaturen.